# 1034
| 1034               |
| ------------------ |
| Dødsfald - Fødsler |
|                    |

| Gregoriansk kalender | 1034 MXXXIV             |
| Ab urbe condita      | 1787                    |
| Armensk kalender     | 483 ԹՎ ՆՁԳ              |
| Kinesiske kalender   | 3730 – 3731 癸酉 – 甲戌 |
| Etiopisk kalender    | 1026 – 1027             |
| Jødisk kalender      | 4794 – 4795             |
| Hindukalendere       |                         |
| - Vikram Samvat      | 1089 – 1090             |
| - Shaka Samvat       | 956 – 957               |
| - Kali Yuga          | 4135 – 4136             |
| Iransk kalender      | 412 – 413               |
| Islamisk kalender    | 425 – 426               |

Konge i Danmark: Knud den Store 1019-1035
Se også 1034 (tal)

## Dødsfald
- 25. november - Malcolm 2. af Skotland fra 1005 til sin død (født ca. 954).